# Cosme Mellado
Cosme Mellado Pino (Chimbarongo, 24 de febrero de 1960) es un agente comercial, dirigente social y político chileno, actualmente diputado por el 16° Distrito, Región del Libertador Bernardo O'Higgins, por el periodo 2018-2022. Fue alcalde de Chimbarongo por cuatro periodos consecutivos desde el año 2000 hasta el 2016, y concejal de esa comuna en el período 1996-2000.

## Biografía
Nació en Chimbarongo, el 24 de febrero de 1960. Hijo de Cosme Mellado Vargas y Marta Pino Durán.
Realizó sus estudios básicos en la Escuela 13 de Chimbarongo, hoy Escuela 458, Escuela Básica Fernando Arenas Almarza. Cursó sus estudios secundarios en el Liceo Comercial B-20, Alberto Valenzuela Llanos de San Fernando, en la modalidad técnico profesional, especializándose en ventas y publicidad. Egresó en el año 1978.
Desarrolló su trayectoria laboral como agente de ventas, en diferentes ciudades, como Talca y Curicó, así como también fue socio de una empresa importadora.

### Trayectoria política y pública
Inició sus actividades políticas en la década de 1980. Ingresó al Partido Demócrata Cristiano (PDC), donde se vinculó con el exsenador Adolfo Zaldívar, quien lo apoyó en sus campañas. Dirigente local, tuvo una importante participación en el contexto previo al plebiscito de 1988. Dirigente social, fue presidente de la Junta de Vecinos de la Población Manuel Rodríguez de Chimbarongo donde creció. Desde allí gestionó proyectos de desarrollo local en diversas materias.
En las elecciones municipales de 1996, fue elegido concejal por la comuna de Chimbarongo. Obtuvo un 18,24 % de los votos. En los comicios municipales de 2000, resultó elegido alcalde de Chimbarongo, en representación del Partido Demócrata Cristiano, con 5.565 votos, equivalente a un 33,84 % de apoyo. Para las elecciones de 2004 fue reelecto en representación del Partido Demócrata Cristiano con un 59,60 % del total de los votos.
Cuando Adolfo Zaldívar fue expulsado del Partido Demócrata Cristiano en diciembre de 2007 y formó el Partido Regionalista de los Independientes (PRI), ingresó a dicha organización. Participó en las elecciones municipales de octubre de 2008 como Independiente Lista A, pacto Por un Chile Limpio donde resultó elegido alcalde como primera mayoría regional con el 65,06 % del total de sufragios. Se desempeñó como vicepresidente Nacional de la Asociación Chilena de Municipalidades (AChM) durante este período.
En las elecciones municipales de 2012, fue nuevamente reelecto alcalde, para un cuarto periodo consecutivo, en representación del PRI. Obtuvo un 52,93 % de respaldo.
Se repostuló a la alcaldía de Chimbarongo por el período 2016-2020, sin éxito, perdiendo contra el locutor radial Marco Antonio Contreras Jorquera.
Luego, se incorporó al Partido Radical Socialdemócrata (PRSD).
En las elecciones parlamentarias de 2017, fue elegido Diputado por el 16 ° Distrito, comunas de Chépica, Chimbarongo, La Estrella, Las Cabras, Litueche, Marchigüe, Nancagua, Navidad, Palmilla, Paredones, Peralillo, Peumo, Pichidegua, Pichilemu, Placilla, Pumanque, San Fernando, San Vicente, Santa Cruz, de la Región del Libertador Bernardo O’Higgins, en representación del Partido Radical Socialdemócrata y en el pacto La Fuerza de la Mayoría. Obtuvo 8.864 votos correspondientes a un 6,45 % del total de sufragios válidamente emitidos.
En marzo de 2018, asumió como diputado por el 16 ° Distrito, Región del Libertador Bernardo O'Higgins, por el periodo 2018 – 2022. Integra las comisiones permanentes Desarrollo Social, Superación de la Pobreza y Planificación; y de Bomberos, además del Comité Parlamentario Partido Radical Social Demócrata.

## Historial electoral

### Elecciones municipales de 1996
- Elecciones municipales de 1996, por la alcaldía de Chimbarongo[8]

### Elecciones municipales de 2000
- Elecciones municipales de 2000, por la alcaldía de Chimbarongo[9]

### Elecciones municipales de 2004
- Elecciones municipales de 2004, para la alcaldía de Chimbarongo[10]

### Elecciones municipales de 2008
- Elecciones municipales de 2008, para la alcaldía de Chimbarongo[11]

### Elecciones municipales de 2012
- Elecciones municipales de 2012, para la alcaldía de Chimbarongo[12]

### Elecciones municipales de 2016
- Elecciones municipales de 2016, para la alcaldía de Chimbarongo[13]

### Elecciones parlamentarias de 2017
- Elecciones parlamentarias de 2017 a Diputados por el distrito 16 (Chimbarongo, Las Cabras, Peumo, Pichidegua, San Fernando, San Vicente, Chépica, La Estrella, Litueche, Lolol, Marchigüe, Nancagua, Navidad, Palmilla, Paredones, Peralillo, Pichilemu, Placilla, Pumanque y Santa Cruz)[14]

### Elecciones parlamentarias de 2021
- Elecciones parlamentarias de 2021 a Diputados por el distrito 16 (Chimbarongo, Las Cabras, Peumo, Pichidegua, San Fernando, San Vicente, Chépica, La Estrella, Litueche, Lolol, Marchigüe, Nancagua, Navidad, Palmilla, Paredones, Peralillo, Pichilemu, Placilla, Pumanque y Santa Cruz)[15]